# Arcadia (revista)

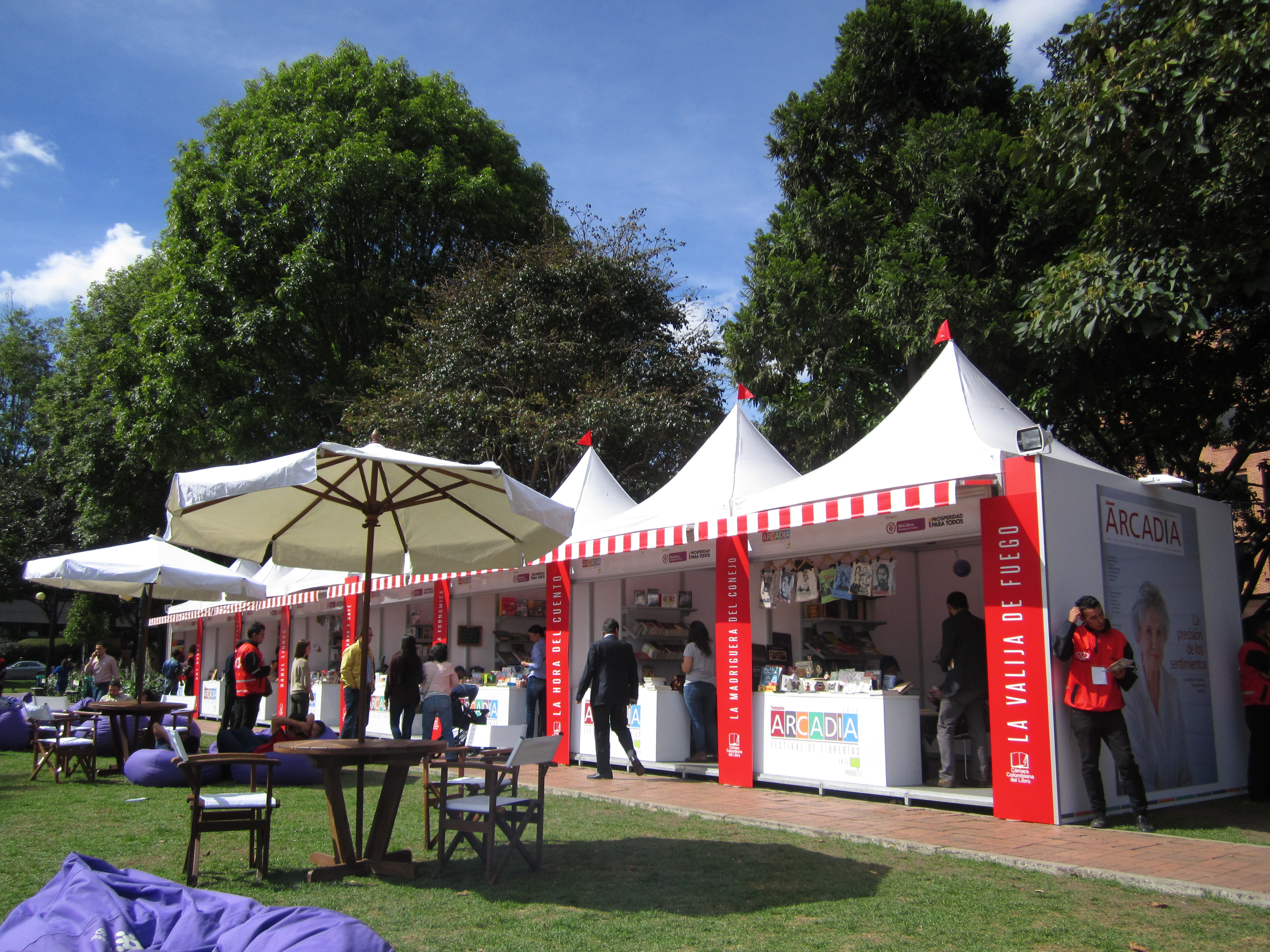
Festival Arcadia al parc de la 93, al nord de Bogotà.

Arcadia fou una revista colombiana dedicada a temes nacionals i internacionals relacionats amb el periodisme cultural i que es publicava tots els mesos. Pertanyia al Grupo Publicaciones Semana. La seva fundadora fou Marianne Ponsford i des de 2014 el seu director era l'escriptor Juan David Correa El febrer de 2014 va arribar a la seva edició 100.
Des de 2012, junt amb la seva activitat editorial i periodística, la revista organitzava el Festival de Llibreries Arcadia amb el suport del Ministeri de Cultura, la Secretària de Cultura, Recreació i Esport, i la Càmera Colombiana del Llibre. El 2013 hi van ser presents divuit llibreries colombianes.
A principis del 2020, l'equip editorial de la revista va ser acomiadat. Pocs mesos després, després d'una última edició, la revista va ser clausurada. La seva fundadora, Marianne Ponsford, va assegurar que "Arcadia no mor per raons financeres sinó per censura".